# Khartoum
|  | Aquest article tracta sobre la pel·lícula. Vegeu-ne altres significats a «Khartum». |

Khartoum és una pel·lícula britànica dirigida per Basil Dearden, estrenada el 1966, i doblada al català. Està basada en fets històrics, particularment la Guerra del Mahdí.

## Argument
La història té lloc el 1885, de resultes de la massacre d'un regiment britànic al desert del Sudan per l'exèrcit d'un resistent religiós, el Mahdí (és un nom àrab que té història en la tradició musulmana, i que en català significa l'Esperat ) que llança una insurrecció islàmica al Sudan contra l'ocupant egipci i el seu aliat britànic. El Primer Ministre britànic envia el general Charles Gordon, anomenat Gordon Paixà, a Khartum per assegurar la protecció dels súbdits britànics.

## Repartiment
- Charlton Heston: Charles Gordon
- Laurence Olivier: Muhammad Ahmad ibn Abd Allah Al-Mahdi
- Richard Johnson: el coronel J.D.H. Stewart
- Ralph Richardson: el Primer Ministre William Gladstone
- Alexander Knox: Sir Evlyn Baring
- Johnny Sekka: Khaleel
- Michael Hordern: el Secretari d'Exteriors Lord Granville
- Zia Mohyeddin: Zobeir Pasha
- Marne Maitland: el xeic Osman
- Nigel Green: General Wolseley
- Hugh Williams: Lord Hartington
- Ralph Michael: Sir Charles Dilke
- Douglas Wilmer: Khalifa Abdullah
- Edward Underdown: Coronel William Hicks
- Peter Arne: Major Kitchener

## Nominacions
- 1967: Oscar al millor guió original per Robert Ardrey